# 萨尔瓦多·戈麦斯
萨尔瓦多·戈麦斯（西班牙語：Salvador Gómez，1968年3月11日—），西班牙男子水球运动员。他曾代表西班牙参加1988年、1992年、1996年、2000年和2004年夏季奥林匹克运动会水球比赛，获得一枚金牌和一枚银牌。